# 赤松滄洲
赤松 滄洲（あかまつ そうしゅう、享保6年（1721年） - 寛政13年1月8日（1801年2月20日））は、江戸時代中期の儒学者。名は鴻、字は国鸞。滄洲・静思翁と号す。通称は大川良平。父は舟曳通益。

## 生涯
播磨三日月に生まれる。17歳の時、赤穂藩医の大川耕斎の養子となったが、舟曳・大川ともに播州の豪族・赤松氏の支族であるため、文詞の上においては赤松を称した。若くして京に出て、医学を香川修庵、儒学を宇野明霞に受けた。延享4年（1747年）に赤穂藩儒となり、藩主に建言して学舎を起こし、藩士の教育にあたった。その後に累進して家老職に就いた。宝暦10年（1760年）病のために致仕し、京都に出て講説で生計を立てた。
寛政異学の禁が起こった時、その実行者の一人である柴野栗山に書を与えて異学の禁が不当であることを切言した。平生は片山北海と親交があり、一書を著わすごとに北海に校訂させたという。寛政13年（1801年）正月8日に没する。享年81。
滄洲は容貌魁偉で、美しい髭の持ち主であった。性格は剛直で、君主にも直言を憚らなかった。
刊行された著書に『静思亭文集』10巻がある。